# Antoni Sym (leśnik)
Antoni Sym (ur. 1862, zm. 4 maja 1935) – polski leśnik, dyrektor Lasów Państwowych w Białowieży w latach 1928–1930.

## Życiorys
Pochodził z rodziny leśników. Jego ojciec Teofil był nadleśniczym w Łapajówce. Absolwent Wydziału Leśnictwa Uniwersytetu Technicznego w Wiedniu. Przez wiele lat pracował w lasach państwowych Austro-Węgier (Gmunden, Innsbruck, Niepołomice, Mikuliczyn). Członek Galicyjskiego Towarzystwa Leśnego i Austriackiego Towarzystwa Leśnego.
Po I wojnie światowej inspektor okręgowy Dyrekcji Lasów Państwowych w Warszawie. 31 maja 1928 roku został mianowany przez Ministra Rolnictwa na stanowisko dyrektora Dyrekcji Lasów Państwowych w Białowieży. Urząd ten piastował do 30 września 1930 roku. Ze stanowiska odszedł na własną prośbę. Minister Rolnictwa przeniósł go następnie w stan spoczynku.
Kierował Dyrekcją Lasów Państwowych w Białowieży tuż po zerwaniu przez rząd polski umowy z angielską firmą The Century European Timber Corporation. Rozpoczął program odbudowy gospodarki leśnej. Przeprowadził inwentaryzację zasobów zwierzyny, a także wprowadził nowy podział oddziałów leśnych.
Jako dyrektor Lasów Państwowych w Białowieży prowadził szerokie działania mające na celu ożywienie turystyki. Wspierał reintrodukcję żubra. Był jednak przeciwnikiem utworzenia Białowieskiego Parku Narodowego.
Z małżeństwa z Julianną Anną z Seppich doczekał się trzech synów: biochemika Ernesta, kompozytora Alfreda i aktora Karola (Igona). Jego bratanek, również Antoni, był pilotem w Dywizjonie 304. Pochowany na cmentarzu Powązkowskim (kwatera 348-2-14).